# Nils Kjellström
Nils Georg Kjellström (* 1943; † 17. Dezember 2019) war ein schwedischer Musiker, Musikproduzent, Komponist, Arrangeur, Chorleiter und zeitweiliger Verleger.

## Leben
Nils Kjellström wuchs als Einzelkind in einer musikalischen Familie in Schweden auf. Er absolvierte eine Ausbildung zum Kirchenmusiker und studierte nebenher Klavier, Orgel, Querflöte und Cello. Nachdem er in seinem Heimatland in diversen Ensembles mitgewirkt hatte sowie später als Arrangeur, Aufnahmeleiter und Musikproduzent tätig gewesen war, folgte 1971 der Umzug nach Deutschland. Hier arbeitete er in Musikabteilungen christlicher Verlage wie Gerth Medien und Janz Team und wurde schließlich Musikreferent beim Evangeliums-Rundfunk. Unter anderem gründete und leitete er 1978 den ersten ERF Studiochor, bevor dieser im Jubilate-Chor aufging.
1977 gründete Kjellström in Hüttenberg das Schallplattenlabel Blue Rose, das vor allem importierte christliche Popmusik aus den USA vertrieb, aber auch eigene Schallplatten junger deutscher Künstler wie Arno & Andreas, Jan Vering und Jürgen Werth produzierte, bevor es 1980 von Pila Music aufgekauft wurde.
Als Komponist arbeitete Nils Kjellström mit einflussreichen Autoren christlicher Texte wie Johannes Jourdan zusammen, von dem auch der Text zu seinem erfolgreichsten Weihnachtslied Das ist der Tag (Das große Wunder hat ganz klein begonnen) stammt. Im Folgenden wurde Kjellström auch mit Auftragskompositionen betraut. So entstand 2006 im Auftrag der EKHN die musikalische Vesper Let Praises Sound! 2009 komponierte er für das dritte Westsächsische Gospelprojekt die Gospel- und Jazzmesse Rejoice In His Presence.
Seit 1982 arbeitete Kjellström als selbständiger Musiker.